# Пйотр Мачежинський
Пйотр Мачежинський (пол. Piotr Macierzyński) — польський поет.
Народився 1971 року. Дебютував 1993 року в ґданському літературно-мистецькому часописі «Tytuł». Вірші публікував у «Czas Kultury», «Kwartalnik Artystyczny», «Studium», «Akcent», «Opcja», «Lampa», «Fraza», «Ha!art», «Kartki», «Kultura», «Portret», «Pracownia», «Autograf», «Migotania, przejaśnienia», «Nowy Wiek», «Undergrunt», «Przegląd Artystyczno-Literacki», «Graffiti», «Tygiel Kultury», «Pro-Arte», «Odgłosy», «Kursyw», «Bulion», «Akant», «Megalopolis», «Pogranicza» та інших виданнях.
Він є лауреатом багатьох загальнопольських літературних конкурсів, з-поміж яких: im. Haliny Poświatowskiej, Marka Hłaski, Stanisława Grochowiaka, Rafała Wojaczka, Edwarda Stachury, Jana Śpiewaka i Anny Kamieńskiej, Leopolda Staffa, Czasu Kultury, o Puchar Wina, Turnieju Łgarzy. У 2011 році Мачежинський був учасником Шостого міжнародного літературного фестивалю у Львові.